# Lichtkontrast
Unter Lichtkontrast versteht man in der Fotografie den Helligkeitsunterschied in der Beleuchtung eines Motivs (siehe auch Lichtführung). Die Messung des Lichtkontrastes kann durch Belichtungsmesser erfolgen, die für die Lichtmessung geeignet sind.
Ein Lichtkontrast entsteht immer dann, wenn die Beleuchtung eines Motivs ungleichmäßig ist. Dies kann zum Beispiel der Unterschied zwischen der dem Licht zugewandten und der lichtabgewandten Seite eines Objektes sein. Auch Unterschiede in der Entfernung eines Motivs von der Lichtquelle führen zu einem Lichtkontrast (z. B. die räumliche Tiefe einer mit dem Kamerablitz aufgehellten Szene).